# Mihály Bába
Mihály Bába (ur. 25 września 1922 w Hajdúdorog, zm. 9 grudnia 2001 w Budapeszcie) – tłumacz, dziennikarz i publicysta węgierski. Przełożył z języka polskiego utwory m.in.: Jana Długosza, Sławomira Mrożka, Jarosława Iwaszkiewicza, Stanisława Staszica i Zygmunta Miłkowskiego (Teodor Tomasz Jeż).